# Błąd połów
Ten artykuł opisuje zagadnienie koszykarskie zgodne z normami FIBA.
Zasady w ligach NBA, NCAA lub innych mogą różnić się od tutaj przedstawionych.

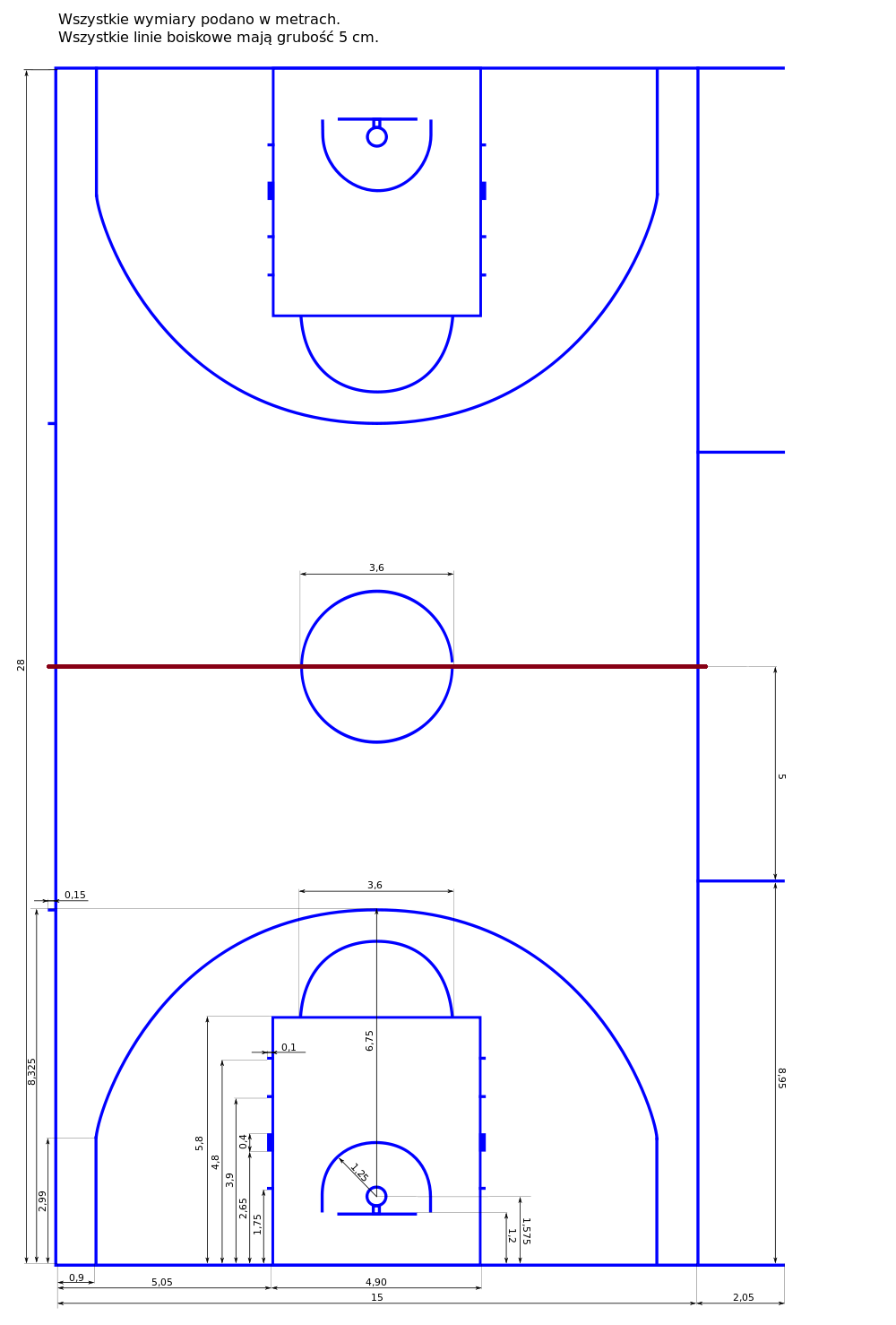
Linia połowy boiska

Błąd nielegalnego powrotu piłki na pole obrony (potocznie: błąd połów) – jeden z błędów w koszykówce.
Polega na cofnięciu się zawodnika z piłką z połowy przeciwnika na swoją połowę (tzw. "pole obrony") lub podaniu piłki z połowy przeciwnika do kolegi z drużyny będącego na drugiej połowie.
Po odgwizdaniu błędu przeciwnik wybija piłkę z autu z wysokości połowy boiska, ustawiając swoje obie stopy na połowie ataku.
Sędzia sygnalizuje ten błąd poprzez trzykrotny półobrót ręką w przestrzeni przód-tył.